# Arachnospila maxim
Arachnospila maxim (лат.) — вид дорожных ос рода Arachnospila (Pompilidae). Южная Сибирь (Россия).

## Этимология
Назван в честь российского энтомолога Максима Юрьевича Прощалыкина (Владивосток).

## Описание
Среднего размера красно-чёрная дорожная оса. Длина около 5,5—7,5 мм. Тело и ноги черные; иногда наружные глазные орбиты с небольшим желтоватым пятном; мандибулы коричневатые в верхней части; тергиты T1 (кроме крайней базальной части), T2, T3 (кроме вершинной половины), стерниты S1, S2 (полностью или кроме вершинной части) и иногда S3 (кроме вершинной половины) ржаво-красные. Гипопигий самца отчетливо окаймлен базально-латерально, базально-латеральная часть гипопигия закруглена. Нижняя часть лица с более густым серебристым опушением. Самец этого вида похож на самца европейской осы Arachnospila (Ammosphex) consobrina (Dahlbom, 1843) сходной формой гипопигия и гениталий, но легко отличается округлой базолатеральной частью гипопигия (отчетливо угловатой у A. consobrina).

## Распространение и экология
Этот вид встречается в России: (Тыва, Хакассия). Населяет степи.